# Premantura (ort i Kroatien)
Premantura är en ort i Kroatien.   Premantura tillhör staden Pula. Den ligger i länet Istrien, i den västra delen av landet, 200 km sydväst om huvudstaden Zagreb. Premantura ligger 42 meter över havet och antalet invånare är 849.
Terrängen runt Premantura är platt. Havet är nära Premantura söderut.  Närmaste större samhälle är Pula, 8,9 km nordväst om Premantura. 